# Ina Kleber
Ina Kleber (República Democrática Alemana, 29 de septiembre de 1964) es una nadadora alemana retirada especializada en pruebas de estilo, donde consiguió ser subcampeona olímpica en 1980 en los 100 metros.

## Carrera deportiva
En los Juegos Olímpicos de Moscú 1980 ganó la medalla de plata en los 100 metros espalda, con un tiempo de 1:02.07 segundos, tras la también alemana Rica Reinisch  que batió el récord del mundo con 1:00.86 segundos, y por delante de otra alemana Petra Riedel.